# Démaratos d'Éphèse
Démaratos d'Éphèse (grec ancien : Δημάρατος Ἐφέσιος) est un vainqueur olympique originaire d'Éphèse.
Il remporta deux fois de suite la course à pied du stadion d'une longueur d'un stade (environ 192 m) lors des 194e et 195e Jeux olympiques en 4 av. J.-C. et 1 ap. J.-C.,,.